# 싱가포르강

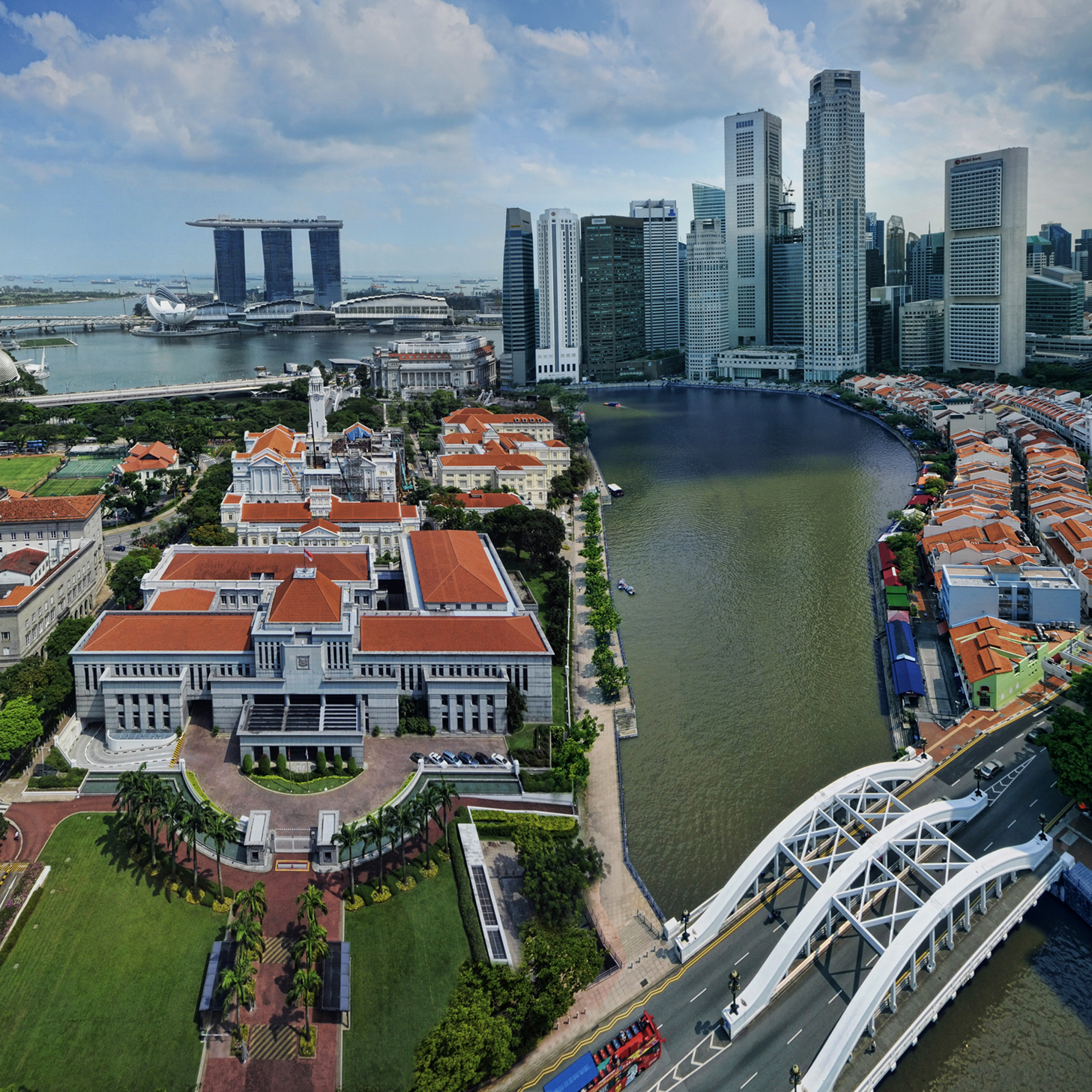
싱가포르의 중심업무지구를 통과해 흐르는 싱가포르강

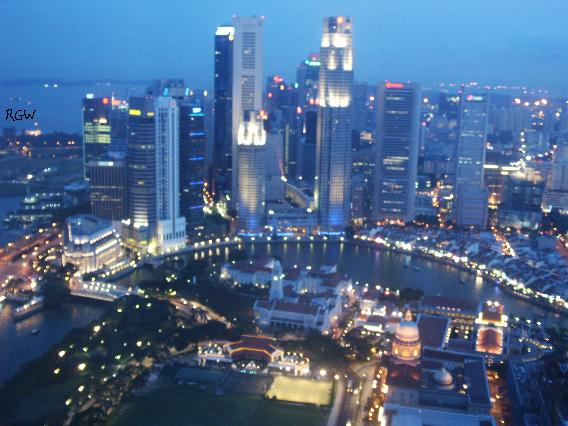
래플스 시티에서 바라본 싱가포르강의 야경

싱가포르강(Singapore River)은 싱가포르의 남부의 중구에 위치한 싱가포르 중심부를 통과하여 바다까지 흘러가는 강이다. 싱가포르강의 바로 상류쪽 유역은 '싱가포르 리버 계획지구'(Singapore River Planning Area)라고 부르며 유역 북쪽 끝 지역은 리버밸리라고 한다. 싱가포르와 싱가포르섬 전역에 있는 강 40여 개 중 하나다.
싱가포르강은 수원지인 킴셍 다리에서 마리나베이를 거쳐 싱가포르 해협에 흘러들기까지 약 3 km 정도 이어진다. 정확히는 킴셍 다리의 수원지에서 알렉산드라 운하를 따라 커먼웰스 대로의 교차로 지점까지 약 2 km 정도 뻗어나가다가 그 이후로는 끊기고, 부오나비스타 쇼핑몰이 있는 지역부터 숭게이 울루 판당 강으로 계속 이어진다.